# Acrapex leucophlebia
Acrapex leucophlebia  là một loài bướm đêm thuộc họ Noctuidae. Nó được tìm thấy ở dãy núi Nilgiri ở Ấn Độ.
Sải cánh dài 26–32 mm.